# Semillas
Semillas é um município da Espanha na província de Guadalajara, comunidade autónoma de Castilla-La Mancha, de área 49,91 km² com população de 50 habitantes (2004) e densidade populacional de 1,00 hab/km².

## Demografia
| Variação demográfica do município entre 1991 e 2004 | Variação demográfica do município entre 1991 e 2004 | Variação demográfica do município entre 1991 e 2004 | Variação demográfica do município entre 1991 e 2004 |
| --------------------------------------------------- | --------------------------------------------------- | --------------------------------------------------- | --------------------------------------------------- |
| 1991                                                | 1996                                                | 2001                                                | 2004                                                |
| 31                                                  | 34                                                  | 50                                                  | 50                                                  |